# Accademia di belle arti di Carrara
L'Accademia di belle arti di Carrara (denominata con la sigla ABAC o ABACARRARA) è un ateneo pubblico per lo studio delle arti visive con sede nel Palazzo Cybo Malaspina.
Secondo l'offerta formativa del MUR, l'Accademia di belle arti di Carrara è compresa nel comparto universitario nel settore dell'alta formazione artistica, musicale e coreutica e rilascia diplomi accademici di I livello (laurea) e di II livello (laurea magistrale).
L'Accademia di belle arti di Carrara aderisce al progetto Erasmus.

## Storia

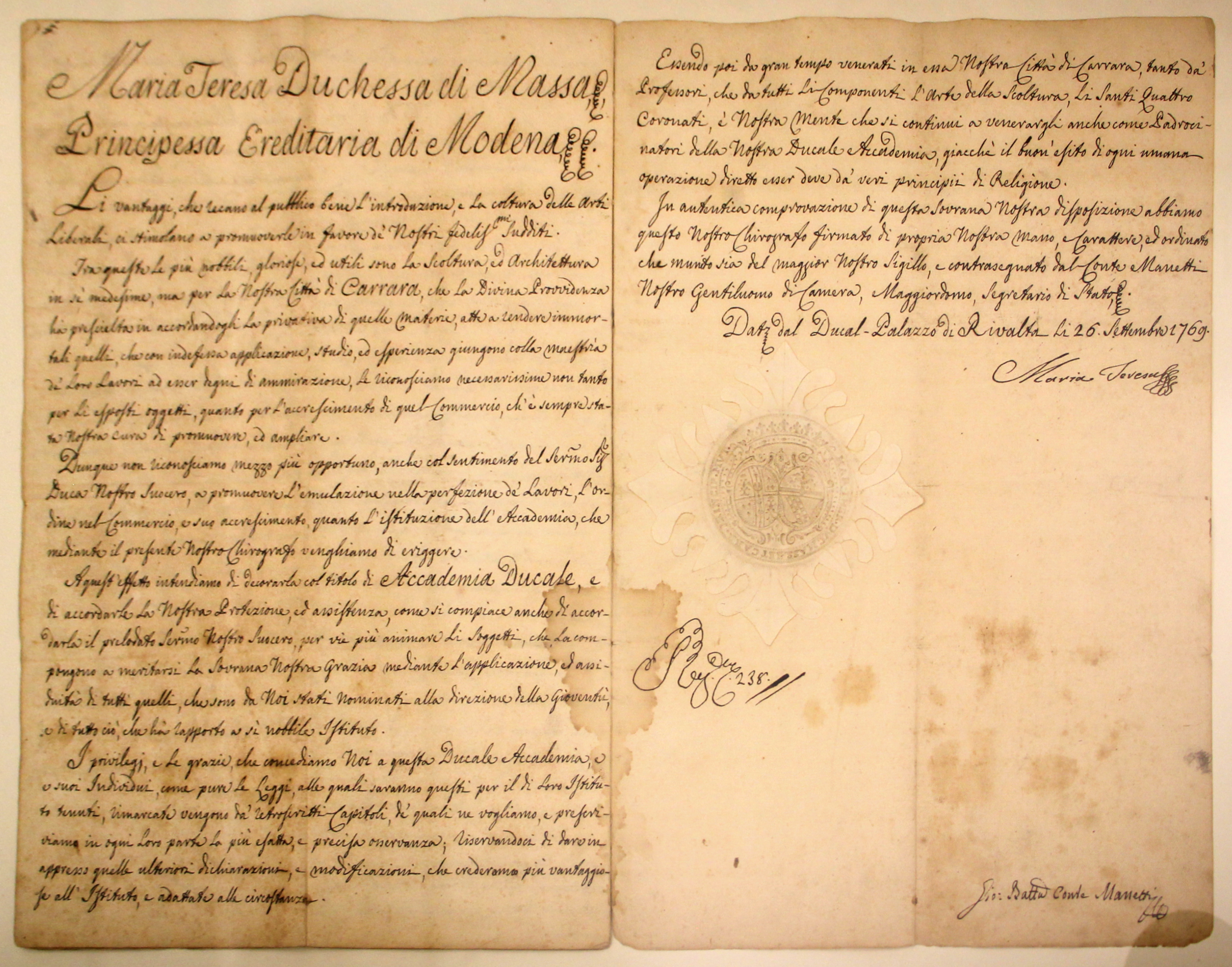
Atto d'istituzione dell'Accademia di belle arti da parte della duchessa Maria Teresa Cybo-Malaspina, 1769

La fondazione ufficiale dell'Accademia di belle arti di Carrara risale al 26 settembre 1769: ne fu patrona Maria Teresa Cybo-Malaspina, duchessa di Massa e principessa di Carrara (che in effetti a quel tempo era un principato), moglie di Ercole Rinaldo d'Este, duca di Modena.
A dirigere l'istituto venne chiamato lo scultore Giovanni Antonio Cybei, il quale mantenne l'incarico di "Primario Direttore" della scuola, fino alla sua scomparsa, nel 1784.
Già alcuni anni prima erano state gettate le fondamenta di un'accademia, intitolata a san Ceccardo, accogliendo la proposta di Giovanni Domenico Olivieri, scultore carrarese che aveva vissuto alla corte di Filippo V di Spagna e collaborato alla fondazione dell'Accademia di Madrid: Maria Teresa aveva promulgato gli statuti di un'Accademia a Carrara, che prevedeva l'insegnamento delle tre arti, pittura, scultura e architettura, già nel 1757, ma tale progetto non ebbe mai attuazione pratica.
Nel 1923, con la riforma Gentile, l'Accademia divenne un'istituzione artistica priva di valore universitario con la sola scuola di Scultura; nel secondo dopoguerra, a partire dal 1969, iniziarono ad essere create nuove scuole: Pittura, Scenografia, Decorazione, e Nuove tecnologie dell'arte (fondata nel 1999 e la prima del genere a nascere in Italia) arricchirono l'offerta formativa dell'istituto apuano, arrivando infine al ritorno dell'equipollenza universitaria nel 1999 con la creazione del settore AFAM.
A partire dalla fine degli anni 2010,  l'ateneo ha attivato nel gennaio 2022 l'istituzione di quattro nuove scuole: Fumetto e illustrazione; Cinema, fotografia e audiovisivo; Didattica dell'arte; Design. Inoltre, l'ateneo artistico carrarese è passato dagli 800 iscritti ai 1150 del giugno 2023.
Dall'anno accademico 2024/25 la presidenza e la direzione dell'istituto artistico apuano sono state assunte rispettivamente da Cinzia Monteverdi, già fondatrice del Fatto Quotidiano, e dal professor Marco Baudinelli.

## Personalità collegate
Tra i molti celebri direttori, o professori, dell'istituto, figurano (oltre al già nominato Giovanni Antonio Cybei), Lorenzo Bartolini, Floriano Bodini, Jean-Baptiste Desmarais, Carlo Prayer, Ferdinando Pelliccia, Lio Gangeri, Eumene Baratta e Bruno Munari che vi insegnò per tre anni consecutivi tenendo lezioni settimanali.
Si formarono nelle sue aule celebri scultori quali Pietro Tenerani, Pietro Fontana, Carlo Finelli, Benedetto Cacciatori, Luigi Bienaimè, Carlo Chelli, Alessandro Lazzerini, Alessandro Biggi, Carlo Fontana, Giuseppe Boni, Arturo Dazzi, e l'architetto Enrico Del Debbio.
La tradizione di nominare Accademici d'Onore, tra le personalità di grande spicco che facevano visita all'istituto (e tra questi Antonio Canova e John Flaxman), si è rinnovata negli ultimi anni con l'analogo discusso onore riservato a Maurizio Cattelan (2018), Massimo Bottura (2018), Jeff Koons (2019), Marina Abramović (2021) e Cai Guo-Jiang (2022).

## Struttura dell'Accademia

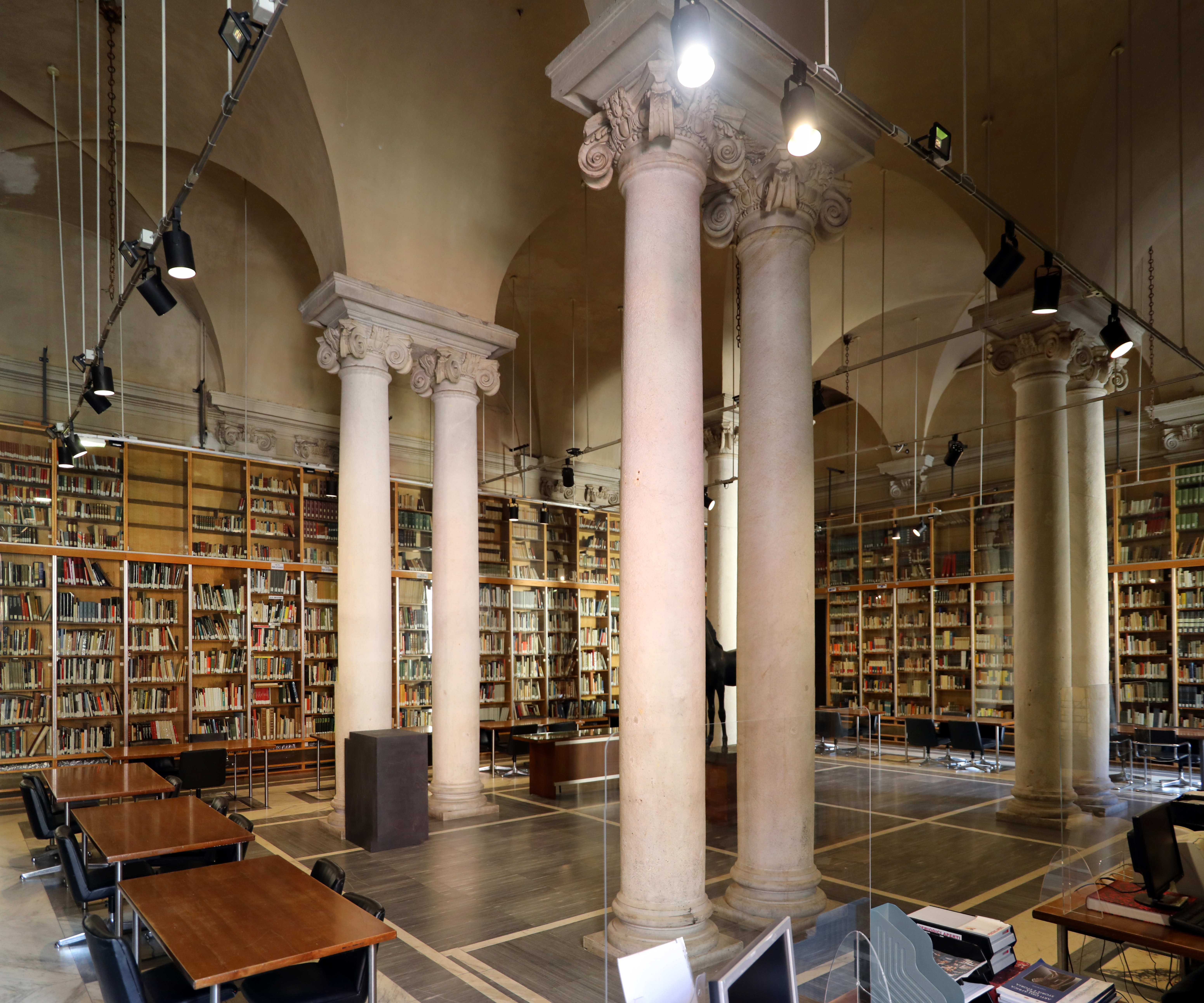
La biblioteca dell'Accademia

### Scuole
Allo stato attuale (dicembre 2024) l'ateneo artistico carrarese è suddiviso nella seguente maniera:
Dipartimento di arti visive
- Scultura;
- Pittura;
- Decorazione;
- Grafica;

Dipartimento di progettazione e arti applicate
- Nuove tecnologie dell'arte;
- Fumetto e illustrazione;
- Scenografia;
- Design;
- Cinema, fotografia e audiovisivo;

Dipartimento di comunicazione e didattica dell'arte
- Didattica dell'arte.

### Sedi
La sede principale, dove hanno sede uffici amministrativi, segreteria e dirigenza, è il Palazzo Cybo Malaspina; dove altresì hanno sede le scuole di Pittura, Decorazione, Scenografia, Grafica, Fumetto e illustrazione e la biblioteca dell'ateneo. La scuola di Scultura ha sede a Monterosso e al parco della Padula, mentre le scuole di Cinema, fotografia e audiovisivo e Nuove tecnologie dell'arte hanno in comune la sede di via Pietro Tacca e l'ex Camera di Commercio carrarese in centro storico, in concessione all'Accademia per 35 anni a partire dall'anno accademico 2022/23.

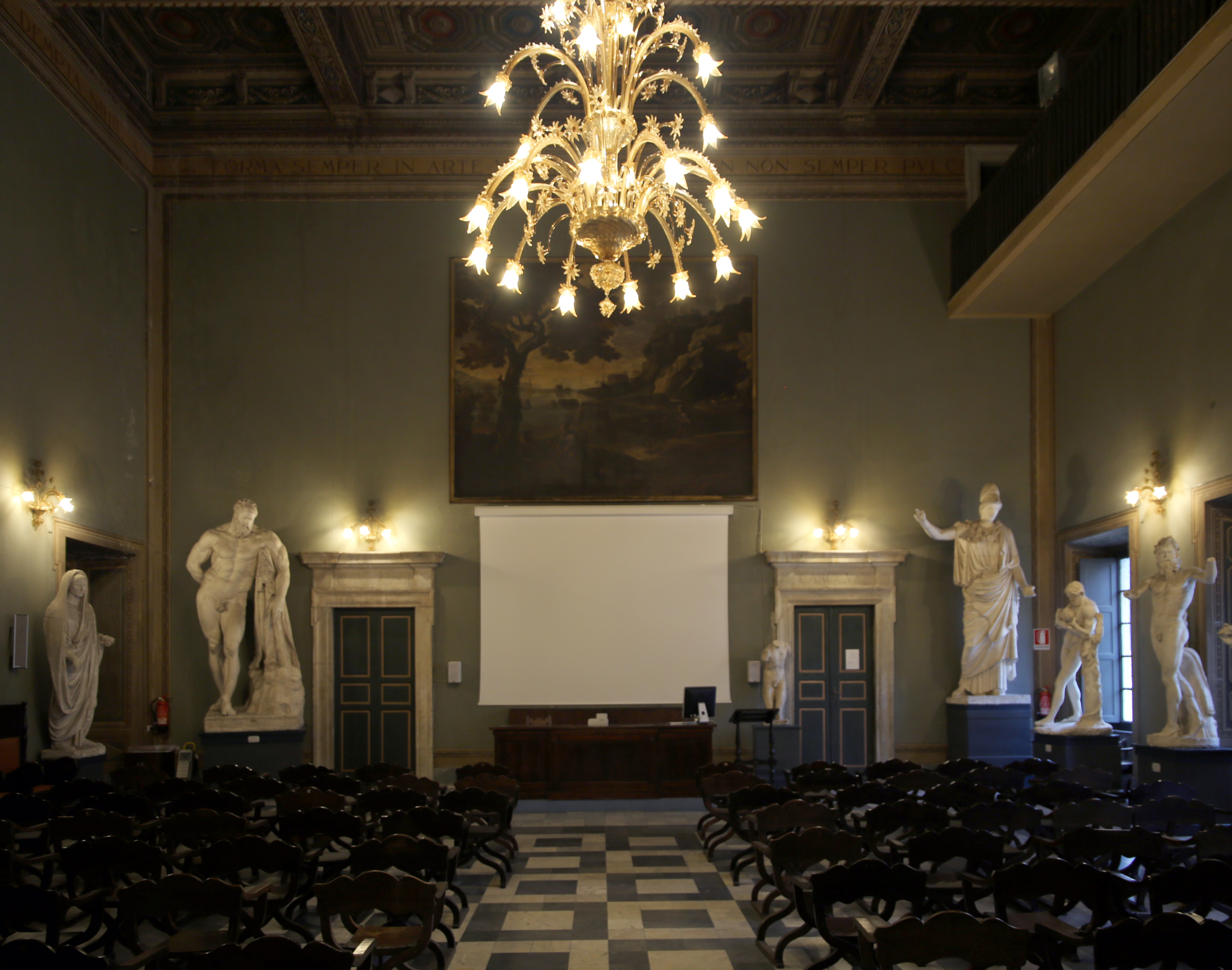
L'aula magna